# Asociación de pelota irlandesa
La Asociación de pelota irlandesa (en irlandés: Liathróid Láimhe CLG na hÉireann; en inglés: GAA Handball),  es el organismo rector del deporte de la pelota irlandesa, dependiente de la Asociación Atlética Gaélica (GAA). La pelota es uno de los cuatro juegos gaélicos organizados por la (GAA) .
Su sede se encuentra en Croke Park, Dublín. Hay aproximadamente 200 clubes de balonmano en Irlanda.
El comité nacional de la Asociación de pelota irlandesa es Ard Comhairle (el consejo central), en el cual ocupa el oficio de presidente. Al igual que en la organización matriz, la Asociación Atlética Gaélica (GAA), el presidente es elegido cada tres años. A partir de 2020, Dessie Keegan se desempeñaba como presidente de la organización, después de haber reemplazado a Joe Masterson de Offaly, quien había sido presidente desde 2017.

## Variantes
La Asociación de pelota irlandesa difunde cuatro formas o códigos de pelota irlandesa, dos nacionales:
- El sóftbol (también conocido como 'gran cancha' o '60x30' por las dimensiones de la cancha de juego) es un código que se juega en una cancha grande de cuatro paredes que mide 60 pies por 30 pies, que se juega con una pequeña pelota de goma de 'softbol' (típicamente de color rojo) .[4]
- Hardball (también conocido como '60x30' indistintamente con el código de softball), se juega en la misma cancha que Softball, pero como sugiere el nombre, con una pelota mucho más dura. Hardball se reconoce típicamente como un código tradicional del juego.[4]

y, por otro lado, dos internacionales también jugados en Irlanda:
- Una pared (1-Wall) (también conocido como Wallball o frontón internacional ) El código de 1-wall, como sugiere el nombre, se juega contra una sola pared que mide 20 pies por 16 pies, con líneas de cancha marcadas tanto en la pared como en el piso. Se juega con una pelota de goma suave (similar a una pelota de raquetbol, más suave que una pelota de 4 paredes, "softball" y hardball", y se puede jugar tanto en interiores como en exteriores. 1-Wall Handball es un código de juego de rápido crecimiento,[4] y el torneo Irish Wallball Nationals de 2019 atrajo cuatrocientas entradas.[5] El elemento internacional de 1-Wall consiste en un Tour Europeo y Campeonatos del Mundo, así como torneos regionales y nacionales celebrados en el extranjero (por ejemplo, US Nationals). Y,
- Cuatro paredes (4-Wall; también conocido como '40x20' o 'pequeño callejón') se juega dentro de una cancha cubierta de cuatro paredes, que mide cuarenta pies por veinte pies (igual que una cancha de ráquetbol). Se juega con una pelota de goma más pequeña pero un poco más dura en comparación con las pelotas de softbol y de una pared y es una pelota más rápida que las que se usan en los otros códigos.[6] A diferencia de los otros códigos (donde el techo no se usa como área de juego), el techo se usa dentro del código de 4 paredes. Este código tiene una fuerte dimensión internacional con el Tour Semi-Profesional de los Estados Unidos y los Campeonatos del Mundo, que se llevan a cabo cada tres años. Irlanda ha tenido los mejores campeones mundiales sénior masculinos y femeninos en varios campeonatos mundiales. A partir de 2018, se hicieron varias propuestas para cambiar la estructura de los concursos de 4 paredes, ya que se percibía una "sobresaturación" de los grados en oferta.[4]

## Historia
Desde su fundación en 1884, los estatutos de la Asociación Atlética Gaélica han incluido la pelota como uno de los deportes promovidos por la asociación. En 1924, se estableció el "Consejo Irlandés de pelota" (rebautizado como Asociación de pelota irlandesa en 2009) para promover y desarrollar el juego.
Desde la década de 1940 hasta la de 1970, la pelota fue popular en la República de Irlanda. Con el paso de los años, el balonmano perdió popularidad. Desde el cambio de marca del "Irish Handball Council" en 2009 a Asociación de pelota irlandesa, el deporte ha visto un aumento en popularidad, incluso a través de la promoción de la organización del código "One Wall" (una sola pared) en las escuelas. Como parte de esta iniciativa, se han construido varios cientos de canchas de una sola pared en escuelas de toda Irlanda. En 2012, Irlanda fue sede del Campeonato Mundial depelota en el Citywest International Events Arena de Dublín, donde se erigió un complejo de varias canchas para albergar el mayor evento internacional de balonmano de la historia, con la asistencia de más de 30 países y más de 2000 competidores.
Durante el Campeonato Mundial de pelota de 2012, se estableció una nueva Federación Internacional unificada para el deporte en todo el mundo, la Asociación Mundial de Wall Ball (WWBA).